# Listă de conducători de stat din 1422
1418 - 1419 - 1420 - 1421 - 1422 - 1423 - 1424 - 1425 - 1426
Aceasta este o listă a conducătorilor de stat din anul 1422:

## Europa
- Ahaia: Centurione Zaccaria (uzurpator, 1404-1429/1432)
- Anglia: Henric al V-lea (rege din dinastia Lancaster, 1413-1422) și Henric al VI-lea (rege din dinastia Lancaster, 1422-1461, 1470-1471)
- Anjou: Ludovic al III-lea (duce, 1417-1434; ulterior, rege titular al Neapolelui, 1419-1434)
- Aragon: Alfonso al V-lea Magnanimul (rege din dinastia de Castilia, 1416-1458; totodată, rege al Siciliei, 1416-1458; ulterior, rege al Neapolelui, 1442-1458)
- Austria Anterioară și Tirol: Frederic al IV-lea (duce din dinastia de Habsburg, ramura veche, 1406-1439)
- Austria Interioară: Ernst (duce din dinastia de Habsburg, ramura tânără, 1406-1424; anterior, duce în Austria Anterioară și Tirol, 1402-1411)
- Austria Superioară și Austria Inferioară: Albert al V-lea (duce din dinastia de Habsburg, ramura Albertină, 1404-1439; ulterior, duce de Luxemburg, 1437-1439; ulterior, rege al Ungariei, 1437-1439; ulterior, rege al Cehiei, 1437-1439; ulterior, rege al Germaniei, 1438-1439)
- Bavaria-Ingolstadt: Ludovic al VII-lea (duce din dinastia de Wittelsbach, 1413-1443)
- Bavaria-Landshut: Henric al IV-lea (duce din dinastia de Wittelsbach, 1393-1450; ulterior, duce de Bavaria-Ingolstadt, 1445-1450)
- Bavaria-Munchen: Ernst (duce din dinastia de Wittelsbach, 1397-1438) și Wilhelm al III-lea (duce din dinastia de Wittelsbach, 1397-1435)
- Bavaria-Straubing: Johann de Liege (duce din dinastia de Wittelsbach, 1417-1425; ulterior, duce de Luxemburg, 1419-1425)
- Bizanț: Manuel al II-lea (împărat din dinastia Paleologilor, 1391-1425)
- Bosnia: Ștefan Tvrtko al II-lea Tvrtkovic (rege din dinastia Kotromanic, 1404-1409, 1421-1443)
- Bosnia-Herțegovina, statul Zahumija: Sandalj Hranic (duce din dinastia Kosaca, 1392-1435)
- Brabant: Ioan al IV-lea (duce din casa de Burgundia, 1415-1427; ulterior, conte de Hainaut, 1418-1427)
- Brandenburg: Frederic (burgraf din dinastia de Hohenzollern, 1415-1426; principe elector din 1417)
- Bretagne: Ioan al V-lea cel Viteaz (duce, 1399-1442)
- Burgundia: Filip al III-lea cel Bun (duce din casa de Valois, 1419-1467; ulterior, 1442/1443-1467, duce de Luxemburg)
- Castilia: Ioan al II-lea (rege din dinastia de Trastamara, 1406-1454)
- Cipru: Janus (rege din dinastia de Antiohia-Lusignan, 1398-1432)
- Danemarca: Erik al VII-lea de Pomerania (rege, 1412-1439; totodată, rege al Norvegiei, 1389/1412-1442; totodată, rege al Suediei, 1412-1434/1439)
- Ferrara: Niccolo al III-lea (senior din casa d'Este, 1393-1441)
- Franța: Carol al VI-lea cel Nebun (rege din dinastia de Valois, 1380-1422) și Carol al VII-lea (rege din dinastia de Valois, 1422-1461)
- Germania: Sigismund (rege din dinastia de Luxemburg, 1410-1437; anterior, principe elector de Brandenburg, 1378-1397, 1411-1417; anterior, rege al Ungariei, 1387-1437; ulterior, duce de Luxemburg, 1419-1437; ulterior, rege al Cehiei, 1419-1421, 1436-1437; ulterior, împărat occidental, 1433-1437)
- Gruzia: Alexandru I cel Mare (rege din dinastia Bagratizilor, 1412-1442)
- Hainaut: Ioan al IV-lea (conte din casa de Burgundia, 1418-1427; totodată, duce de Brabant, 1415-1427)
- Hoarda de Aur: Ulugh Muhammad (han, 1419-1424, 1427-1437/1438; ulterior, han în Kazan, 1437/1438-1445), Devlet Berdi (han, 1420-1424) și Barak (Borak) (han, 1422-1427)
- Imperiul otoman: Murad al II-lea (sultan din dinastia Osmană, 1421-1444, 1446-1451)
- Lituania: Vytautas (mare duce, 1401-1430)
- Lorena Superioară: Carol al II-lea (duce din casa de Lorena-Alsacia, 1399-1431)
- Luxemburg: Elisabeta de Gorlitz (ducesă, 1412-1451), Sigismund de Luxemburg (duce ereditar, 1419-1437; anterior, principe elector de brandenburg, 1378-1397, 1411-1417; totodată, rege al Ungariei, 1387-1437; totodată, rege al Germaniei, 1410-1437; totodată, rege al Cehiei, 1419-1421, 1436-1437; ulterior, împărat occidental, 1433-1437) și Johann de Liege (duce din dinastia de Wittelsbach, 1419-1425; totodată, duce de Bavaria-Straubing, 1417-1425)
- Mantova: Gian Francesco (conte din casa Gonzaga, 1407-1444; marchiz, din 1433)
- Milano: Filippo Maria (duce din familia Visconti, 1412-1447)
- Moldova: Alexandru cel Bun (domnitor, 1400-1432)
- Monaco: Ambrogio (senior din casa Grimaldi, 1419-1427), Antonio (senior din casa Grimaldi, 1419-1427) și Giovanni I (seniori din casa Grimaldi, 1419-1428)
- Montferrat: Giangiacomo (marchiz din dinastia Palelologilor, 1418-1445)
- Moscova: Vasili I Dmitrievici (mare cneaz, 1389-1425; totodată, mare cneaz de Vladimir, 1389-1425)
- Nasrizii: Muhammad al IX-lea as-Saghir ibn Nasr ibn Muhammad (V) (emir din dinastia Nasrizilor, 1419-1427, 1430-1432, 1432-1445, 1447-1453 sau 1454)
- Navarra: Carol al III-lea cel Nobil (rege din dinastia de Evreux, 1387-1425)
- Neapole: Ioana a II-lea (regină din dinastia de Anjou, ramura de Durazzo, 1414-1435) și Ludovic al III-lea (rege titular din dinastia de Valois-Provence, 1419-1434; totodată, duce de Anjou, 1417-1434)
- Norvegia: Erik al III-lea de Pomerania (rege, 1389/1412-1442; ulterior, rege al Danemarcei, 1412-1439; ulterior, rege al Suediei, 1412-1434/1439)
- Ordinul teutonic: Michael Kuchmeister von Sternberg (mare maestru, 1414-1422) și Paulus von Russdorf (mare maestru, 1422-1441)
- Polonia: Vladislav al II-lea (rege din dinastia Jagiello, 1386-1434; totodată, mare duce de Lituania, 1377-1381, 1382-1401)
- Portugalia: Joao I (rege din dinastia de Aviz, 1385-1433)
- Reazan: Fedor al II-lea Olegovici (mare cneaz, 1402-între 1423 și 1427)
- Savoia: Amedeo al VIII-lea cel Blând (conte, 1391-1434/1440; duce, din 1416; ulterior, antipapă, 1439/1440-1449)
- Saxonia: Albrecht al III-lea (principe elector din dinastia Askaniană, 1419-1422)
- Saxonia: Frederic al IV-lea cel Viteaz (margraf din dinastia de Wettin, 1407-1428; principe elector, din 1423)
- Scoția: Iacob I (rege din dinastia Stuart, 1406-1437)
- Serbia (Kosovo și Metohija): Gheorghe Brancovic (conducător din dinastia Brancovic, 1397-1427; ulterior, cneaz și despot în Serbia de nord, 1427-1456)
- Serbia de nord: Ștefan Lazarevic (cneaz, 1389-1427; despot, din 1402)
- Sicilia: Alfonso I Magnanimul (rege din dinastia de Castilia, 1416-1458; totodată, rege al Aragonului, 1416-1458; ulterior, rege al Neapolelui, 1442-1458)
- Spoleto: Guidantonio I de Montefeltro (duce, 1419-1443)
- Statul papal (Roma): Martin al V-lea (1417-1431)
- Statul papal (Avignon): Benedict al XIII-lea (antipapă, 1394-1423)
- Suedia: Erik de Pomerania (rege, 1412-1434/1439; totodată, rege al Norvegiei, 1389/1412-1442; totodată, rege al Danemarcei, 1412-1439)
- Transilvania: Nicolae Csaki (voievod, 1401-1403, 1415-1426)
- Tver: Ivan Mihailovici (mare cneaz, 1399-1425)
- Țara Românească: Dan al II-lea (domnitor, 1420-1421, 1421-1423, 1423-1424, 1426-1427, 1427-1431)
- Ungaria: Sigismund (rege din dinastia de Luxemburg, 1387-1437; anterior, principe elector de Brandenburg, 1378-1397, 1411-1417; ulterior, rege al Germaniei, 1410-1437; ulterior, duce de Luxemburg, 1419-1437; ulterior, rege al Cehiei, 1419-1421, 1436-1437; ulterior, împărat occidental, 1433-1437)
- Veneția: Tommaso Mocenigo (doge, 1414-1423)
- Vladimir: Vasili I Dmitrievici (mare cneaz, 1389-1425; totodată, mare cneaz de Moscova, 1389-1425)

## Africa
- Benin: Orobiru (obba, ?-?) (?) și Uwaifiokun (obba, ?-?) (?)
- Buganda: Kiggala (kabaka, 1404-1434)
- Califatul abbasid (Egipt): Abu'l Fath Daud al-Mutadid al II-lea ibn al-Mutauakkil (calif din dinastia Abbasizilor, 1414-1441)
- Ethiopia: Yetșak (Gabra Maskal) (împărat, 1414-1429)
- Hafsizii: Abu Faris Abd al-Aziz al-Mutauakkil ibn Ahmad (II) (calif din dinastia Hafsizilor, 1394-1434)
- Kanem-Bornu: Usman al III-lea Kalinuwama (sultan, cca. 1421-cca. 1422) și Dunama al III-lea (sultan, cca. 1422-cca. 1424)
- Mamelucii: as-Salih Nasir ad-Din Muhammad ibn Tatar (sultan din dinastia Burdjizilor, 1421-1422) și al-Așraf Saif ad-Din Barsbai (sultan din dinastia Burdjizilor, 1422-1438)
- Munhumutapa: Nyatsimba Mutota (rege din dinastia Munhumutapa, cca. 1420-cca. 1450)
- Rwanda: Ndoba (rege, cca. 1410-cca. 1434)
- Songhay: Muhammad Kukya (rege din dinastia Sonni, ?-?) (?) și Muhammad Fari (rege din dinastia Sonni, ?-?) (?)

## Asia

### Orientul Apropiat
- Ak Koyunlu: Kara Ioluk Usman ibn Kutlu ibn Tur Ali (conducător, 1378-1435)
- Ayyubizii din Hisn Kaifa și Amid: al-Malik as-Așraf Șaraf ad-Din Ahmad ibn Sulaiman (sultan din dinastia Ayyubizilor, ?-1433) (?)
- Bizanț, Imperiul de Trapezunt: Alexios al IV-lea (împărat din dinastia Marilor Comneni, 1412-1429)
- Cipru: Janus (rege din dinastia de Antiohia-Lusignan, 1398-1432)
- Djalairizii: Muhammad ibn Ualad (sultan din dinastia Djalairizilor, 1421-1422) și Mahmud ibn Ualad (sultan din dinastia Djalairizilor, 1422-1424)
- Imperiul otoman: Murad al II-lea (sultan din dinastia Osmană, 1421-1444, 1446-1451)
- Kara Koyunlu: Iskandar ibn Kara Iusuf (emir, 1420-1438)
- Mamelucii: as-Salih Nasir ad-Din Muhammad ibn Tatar (sultan din dinastia Burdjizilor, 1421-1422) și al-Așraf Saif ad-Din Barsbai (sultan din dinastia Burdjizilor, 1422-1438)
- Timurizii: Șah Ruh ibn Timur (emir din dinastia Timurizilor, 1405-1447)

### Orientul Îndepărtat
- Bengal: Djalal ad-Din Muhammad ibn Raja Ganeșa (sultan din casa lui Raja Ganeșa, 1414/1415-1431/1432)
- Birmania, statul Ava: Minhkaung I (rege, 1401-1422) și Thihathu (rege, 1422-1426)
- Birmania, statul Mon: Razadarit (rege, 1385-1423)
- Brunei: Ahmad (sultan, cca. 1415-?)
- Cambodgea, statul Tjampa: Jaya Sinhavarman al V-lea (rege din cea de a treisprezecea dinastie, 1400-1441)
- China: Chengzu (Zhu Di) (împărat din dinastia Ming, 1403-1424)
- Coreea, statul Choson: Sejong (Yi To) (rege din dinastia Yi, 1419-1450)
- Hoarda de Aur: Ulugh Muhammad (han, 1419-1424, 1427-1437/1438; ulterior, han în Kazan, 1437/1438-1445), Devlet Berdi (han, 1420-1424) și Barak (Borak) (han, 1422-1427)
- India, Bahmanizii: Tadj ad-Din Firuz Șah ibn Daud (II) (sultan, 1397-1422) și Șihab ad-Din Ahmad I ibn Daud (II) (sultan, 1422-1436)
- India, statul Delhi: Muizz ad-Din Mubarak Șah al II-lea ibn Hidr (sultan din dinastia Saidizilor, 1421-1434)
- India, statul Gujarat: Ahmad Șah I ibn Tatar ibn Zafar (sultan, 1410/1411-1442)
- India, statul Handeș: Nasr Han ibn Ahmad (sultan din dinastia Farukizilor, 1399-1437)
- India, statul Vijayanagar: Devaraya I (conducător din dinastia Sangama, 1406-1422), Vijaya I (conducător din dinastia Sangama, 1422-1430) și Devaraya al II-lea (conducător din dinastia Sangama, 1422-1446)
- Japonia: Șoko (împărat, 1412-1428) și Yoșimochi (principe imperial din familia Așikaga, 1395-1423)
- Kashmir: Zain al-Abidin Șahi-han ibn Sikandar (sultan din casa lui Șah Mir, 1420-1470)
- Laos, statul Lan Xang: Thao Lan Kham Deng (rege, 1416-1428)
- Statul Madjapahit: Vikramavardhana (rege, 1389-1429)
- Malacca: Paramesvara (Mehat Iskandar Șah) (sultan, cca. 1402-1424)
- Mongolii: Oljay-Temur Hagan (han, 1403-1422), Esseku Hagan (uzurpator, 1415-1425) și Aday Hagan (uzurpator, 1422-1434/1438)
- Nepal: Jayajyotirmalla (rege din dinastia Malla, 1408-1428)
- Sri Lanka, statul Jaffna: Gunavira Pararajasekaran al V-lea (rege, 1410-1440)
- Sri Lanka, statul Kotte: Parakkamabahu al VI-lea (Apa) (rege, 1414-1466)
- Thailanda, statul Ayutthaya: Intharaja (rege, 1409-1424)
- Thailanda, statul Sukhotai: Thammaraja al IV-lea (rege, 1419-1438)
- Tibet: mKhas-grub-rje (panchen lama, 1385-1438)
- Tibet: dGe-'dun Grub-pa (dalai lama, 1417/1419-1474/1476)
- Timurizii: Șah Ruh ibn Timur (emir din dinastia Timurizilor, 1405-1447)

## America
- Aztecii: Chimalpopoca (conducător, 1414-1428)